# Крокодил новогвінейський
Крокодил новогвінейський (Crocodylus novaeguineae) — представник роду Крокодил родини Справжні крокодили.

## Опис
Загальна довжина досягає довжину 3,5 м. Самиці менші за самців, мають 2—2,7 м. Зовні схожий на сіамського крокодила, особливо в молодому віці. Морда вузька. Є морфологічні відмінності між північною та південною популяціями, а саме різниться кількість лусок на шиї — у північній популяції їх 4, у південній 4—6.
Забарвлення буро—сірого кольору з темними поперечними смугами на тулубі та хвості, які особливо виразні у молодих особин.

## Спосіб життя
Полюбляє болота, заболочені низовини, зрідка трапляється у прибережних водах. У денний час ховається в норах, звідки виповзає погрітися, веде нічний спосіб життя. Під час посухи запливає до річок.
Харчується рибою, водними птахами, земноводними, зміями, дрібними ссавцями. Молоді крокодили харчуються водними безхребетними та комахами.
Самиці досягають статевої зрілості при довжині 1,6—2 м, самці — 2,5 м. У період розмноження самиці будують кубла. Представники північні популяції влаштовують кубла у сезон посухи, південної — у сезон дощів. Через 2 тижні після парування відкладаються яйця. Самки з північної популяції мають у кладці 22—45 яєць, які відкладають у період посухи по берегах річок або на дрейфуючі острова рослинності. Самиці південній популяції мають кладки менше, а яйця більші за розмірами. Самиці залишаються поблизу гнізда, але не завжди активно боронять його. Через 80 днів з'являються крокодилята. Самець й самиця разом розривають гніздо та допомагають молодим вийти на світло, а потім переносять їх до води.
У крокодилів південної популяції вилуплюються дитинчата більшої довжини — до 5 см.

## Стосунки з людиною
Шкіра новогвінейської крокодила не має таку цінність, як у інших представників цього роду. Неконтрольована мисливство та видобуток яєць й дитинчат для продажу у 1950—60-х роках привела до значного скорочення цього виду. З огляду на це з 1970-х уряди Індонезії та Папуа-Нової Гвінея приймає низку заходів щодо захисту цього крокодила.
Сьогодні популяція оцінюється у 50—100 тисяч особин й вважається стабільною. Особливий успіху охорона крокодилів у провінції Папуа (Індонезія). Великі площі, придатні для проживання і низька щільність розселення людей добре позначається на чисельність цього крокодила.

## Розповсюдження
Мешкає на острові Нова Гвінея. Існував на островах Ару, де натепер вважається вимерлим.